# Пиното, Клод
Клод Пиното́ (фр. Claude Pinoteau; 25 мая 1925, Булонь-Бийанкур, Франция — 5 октября 2012, Нёйи-сюр-Сен, там же) — французский кинорежиссёр, сценарист и кинопродюсер. Брат другого кинорежиссёра — Жака Пиното, а также комедийной актрисы и певицы Арлетт Мерри (Arlette Merry).

## Биография
Сын режиссёра Люсьена Пиното.
Начинал как костюмер-декоратор и ассистент режиссёра. В частности, ассистировал Анри Вернёю на съёмках фильма «Обезьяна зимой» и Клоду Лелюшу на съёмочной площадке картины «Приключение — это приключение». Был также соавтором сценариев к фильмам Лелюша «Мужчина, который мне нравится» (1969) и «Мошенник» (1970).
Снял несколько короткометражек. Первый собственный полнометражный фильм «Молчаливый» (фр. «Le Silencieux»), с Лино Вентурой в главной роли, поставил в 1973 году.
В 1974 году снял второй фильм — «Пощёчина» (фр. «La Gifle») — с тем же Вентурой, Анни Жирардо, а также Изабель Аджани, которой этот фильм принёс широкую известность и итальянскую кинопремию «Давид ди Донателло» как лучшей зарубежной актрисе-дебютантке. Пиното получил за фильм «приз Луи Деллюка».
Помимо «Пощёчины», наибольший успех режиссёру принесли фильмы «Бум» (1980) и «Бум 2» (1982), ставшие дебютными для актрисы Софи Марсо.
В 1988 году Пиното снова снял фильм с Софи Марсо — «Студентка» («L'Étudiante»), но официально как продолжение двух частей «Бума» фильм заявлен не был (да и не имел такого же успеха).
В 2005 году режиссёр выступил как документалист, сняв фильм про Аббата Пьера — «Un abbé nommé Pierre, une vie pour les autres» («Аббат Пьер: жизнь ради других»).
Этот фильм стал последним в карьере режиссёра. Он скончался утром 5 октября 2012 года в Нёйи-сюр-Сен после продолжительной болезни (по некоторым данным, от рака).

## Фильмография
Был автором сценариев ко всем своим фильмам (иногда в соавторстве).

### Короткометражки
- 1960 — «Manureva»
- 1968 — «L'Enfant seul»
- 1971 — «Arrêt»
- 1971 — «L'Iran»

### Полнометражные фильмы
- 1973 — «Молчаливый» / Le Silencieux
- 1974 — «Пощёчина» / La Gifle (сценарий в соавторстве с Жаном-Лу Дабади)
- 1976 — «Суперплут»/ Le Grand Escogriffe, в ролях Ив Монтан, Клод Брассёр, Ги Маршан и др.
- 1979 — «Разгневанный» / L’Homme en colère, в ролях Лино Вентура и др.
- 1980 — «Бум» / La Boum
- 1982 — «Бум 2» / La Boum 2 (сценарии к обеим частям фильма написаны в соавторстве с Даниэль Томпсон)
- 1984 — «Седьмая мишень» / La Septième Cible, в ролях Лино Вентура, Жан Пуаре и др.
- 1988 — «Студентка» / L’etudiante
- 1991 — «Снег и пламя» / La Neige et le feu, в ролях Венсан Перес и др.
- 1994 — «Прятки с наличными» / Cache Cash, в ролях Жорж Уилсон и др.
- 1997 — «Награда доктора Шульца» / Les Palmes de M. Schultz, в ролях Изабель Юппер, Филипп Нуаре и др.
- 2005 — «Аббат Пьер: жизнь ради других» / Un abbé nommé Pierre, une vie pour les autres (документальный)

### Ассистент режиссёра
- 1949 — «Bal Cupidon» (реж. Marc-Gilbert Sauvajon)
- 1950 — «Орфей» Жана Кокто
- 1950 — «Ma pomme» (реж. Marc-Gilbert Sauvajon)
- 1951 — «Соломенный любовник» (реж. Жиль Гранжье)
- 1952 — «Жослин» (реж. Жак де Казембрут)

### Продюсер фильмов
- 1971 — «Это случается только с другими» («Ça n’arrive qu’aux autres») (режиссёр Надин Трентиньян, композитор Мишель Польнарефф)
- 2000 — «Голубой велосипед» («La Bicyclette bleue») (сериал)